# Gmina Grant (hrabstwo Carroll)

Położenie Gminy Grant w hrabstwie Carroll

Gmina Grant (ang. Grant Township) – gmina w USA, w stanie Iowa, w hrabstwie Carroll. Według danych z 2000 roku gmina miała 462 mieszkańców.